# Takuma Tametō
Takuma Tametō (japanisch 宅磨 為遠; aktiv in der Mitte des 12. Jahrhunderts) war ein japanischer buddhistischer Maler, Mitglied der Takuma-Schule (宅磨派), die während der Kamakura-Zeit die größte Schule buddhistischer Maler in Japan war.

## Leben und Wirken
Takuma Tametō, geboren als Fujiwara, gehört zu den frühesten Malern, deren Name mit der Takuma-Schule in Verbindung gebracht wird. Als buddhistischer Priester führte er den Namen „Shōchi“ (勝智) und brachte es zum Rang eines Hōin (法印). Es wird berichtet, dass er die Malereien „Ryōkai Mandara zu“ (両界曼荼羅図) und „Jūroku Soshi Mikage“(十六祖師御影) im Inneren des Daidenhō-in (大伝法院) ausgeführt hat, in einem Untertempel des Kongōbu-ji (金剛峯寺) auf dem Kōya-san in der Präfektur Wakayama.
Die existierenden Werke, die Tametō zugeschrieben werden, sind im „Kontai Butsuga chō“ aufgeführt. Sein Sohn Shōga (aktiv im späten 12. Jahrhundert) spezialisierte sich ebenfalls auf buddhistische Malerei.